# Skogsby-Lasse
Karl Edvard Larsson, "Skogsby-Lasse" född 7 november 1925 i Mörsils församling, Jämtlands län, död 2 november 2008 i Undersåkers församling, Jämtlands län, var en svensk riksspelman. 
Skogsby-Lasse spelade munspel och tolkade bland annat Lapp-Nilspolskor. Han fick Zornmärket i brons 1980, silver 1982 och 1994 guld. Motiveringen för silvermärket var "för lyhört spel av Lapp Nilslåtar på munspel". Motiveringen för guldmärket var "för traditionsrikt, virtuost och mästerligt spel på munspel av låtar från Jämtland".
Skogsby-Lasse deltog i bl.a. tv-program som Nygammalt och spelade in skivor. Han fick Åre kommuns kulturpris 1991. 

## Utgivna skivor i urval
- Gränslös gla' musik (Skogsby-Lasse och Petter A. Röstad)
- I Grenseland (Skogsby-Lasse och P. A. Røstad jr:s orkester)
- På tur till Tröndelag med ’n Skogsbylasse (Skogsby-Lasse, P.A. Røstad Sr och P.A. Røstad Jr)
- Gregoriemarschen (Skogsby-Lasse)
- Egna inspelningar (Skogsby-Lasse och Bröderna Lindqvist)
- Munspelssväng (Skogsby-Lasse)